# Референдумы в Швейцарии (1951)
Референдумы в Швейцарии проходили 25 февраля, 15 апреля и 8 июля 1951 года. Февральский референдум по федеральной резолюции о транспорте был отклонён. В апреле прошли референдумы по гражданской инициативе и встречной инициативе об обеспечении покупательной способности и полной занятости. Предложение было отклонено 88% голосов, а встречное предложение — одобрено 69% голосов. Июльский референдум по обязыванию государственных корпораций вносить финансовый вклад в национальный оборонный бюджет был отклонён.

## Избирательная система
Февральский и июльский референдумы были факультативным и требовали для одобрения большинство голосов избирателей. Референдумы, проводившиеся по гражданским инициативам, требовали двойного большинства для одобрения: избирателей и кантонов.   

## Результаты

### Февраль: Федеральная резолюция по транспорту
| Выбор                                | Голосов   | %    |
| ------------------------------------ | --------- | ---- |
| За                                   | 318 232   | 44,3 |
| Против                               | 399 814   | 55,7 |
| Пустых бюллетеней                    | 18 402    | –    |
| Недействительных бюллетеней          | 1 586     | –    |
| Всего                                | 738 034   | 100  |
| Зарегистрированных избирателей/ Явка | 1 408 346 | 52,4 |
| Источник: Nohlen & Stöver            |           |      |

### Апрель:  Полная занятость

#### Предложение
| Выбор                                | Общее голосование | Общее голосование | Кантоны | Кантоны | Кантоны |
| Выбор                                | Голосов           | %                 | Полных  | Полу-   | Всего   |
| ------------------------------------ | ----------------- | ----------------- | ------- | ------- | ------- |
| За                                   | 88 486            | 12,28             | 0       | 0       | 0       |
| Против                               | 622 284           | 86,36             | 19      | 6       | 22      |
| Без ответа                           | 9 759             | 1,35              | –       | –       | –       |
| Пустых бюллетеней                    | 21 676            | –                 | –       | –       | –       |
| Недействительных бюллетеней          | 5 399             | –                 | –       | –       | –       |
| Всего                                | 747 604           | 100               | 19      | 6       | 22      |
| Зарегистрированных избирателей/ Явка | 1 408 275         | 43,09             | –       | –       | –       |
| Источник: Direct Democracy           |                   |                   |         |         |         |

#### Встречное предложение
| Выбор                                | Общее голосование | Общее голосование | Кантоны | Кантоны | Кантоны |
| Выбор                                | Голосов           | %                 | Полных  | Полу-   | Всего   |
| ------------------------------------ | ----------------- | ----------------- | ------- | ------- | ------- |
| За                                   | 490 326           | 68,05             | 19      | 6       | 22      |
| Против                               | 209 663           | 29,10             | 0       | 0       | 0       |
| Без ответа                           | 20 540            | 2,85              | –       | –       | –       |
| Пустых бюллетеней                    | 21 676            | –                 | –       | –       | –       |
| Недействительных бюллетеней          | 5 399             | –                 | –       | –       | –       |
| Всего                                | 747 604           | 100               | 19      | 6       | 22      |
| Зарегистрированных избирателей/ Явка | 1 408 275         | 43,09             | –       | –       | –       |
| Источник: Direct Democracy           |                   |                   |         |         |         |

### Июль: Вклад в оборонный бюджет
| Выбор                                | Голосов   | %    |
| ------------------------------------ | --------- | ---- |
| За                                   | 165 713   | 32,6 |
| Против                               | 341 869   | 67,4 |
| Пустых бюллетеней                    | 20 836    | –    |
| Недействительных бюллетеней          | 1 080     | –    |
| Всего                                | 529 498   | 100  |
| Зарегистрированных избирателей/ Явка | 1 409 091 | 37,6 |
| Источник: Nohlen & Stöver            |           |      |